# Bol'šoj dom
Il Bol'šoj dom (in russo Большой дом?, lett. "grande casa") è un edificio sulla prospettiva Litejnyj a San Pietroburgo, in Russia. È il quartier generale della branca locale del Servizio federale per la sicurezza della Federazione Russa, che copre la città è tutta l'oblast' di Leningrado, oltre che l'ufficio principale del Ministero degli interni.

## Storia e descrizione
Il Bol'šoj dom (il nome è di origine popolare) è ubicato nel Centralnyj rajon al principio della prospettiva Litejnyj, a un isolato di distanza dalla Neva, ed è stato costruito dove in precedenza si trovava l'edificio del vecchio arsenale della Russia imperiale, poi adibito a tribunale distrettuale, che fu dato alle fiamme durante la rivoluzione del 1917 e demolito alla fine degli anni venti. Fra il 1931 e il 1932, su iniziativa di Sergej Mironovič Kirov, venne costruito un nuovo grande palazzo per ospitare gli uffici dell'OGPU, la polizia segreta dell'Unione Sovietica in quel momento. Il progetto del nuovo edificio fu affidato agli architetti Noj Trockij, Aleksandr Gegello e Andrej Ol', che lo realizzarono in tardo stile costruttivista, tendente già verso il classicismo monumentale degli anni successivi. Il Bol'šoj dom è parte di un complesso più grande, che comprende anche la prigione al numero 25 di via Špalernoj; entrambi gli edifici divennero tristemente noti durante il Grande Terrore di Stalin. Nel luglio del 1934 il Bol'šoj dom divenne il quartier generale del Commissariato del popolo per gli affari interni (NKVD), che era appena stato ricostituito a livello federale per l'intera Unione Sovietica, mentre l'OGPU fu incorporato nel Direttorato principale per la sicurezza di Stato, operante alle dipendenze dello stesso NKVD. In seguito divenne il quartier generale locale del più noto KGB, e tale rimase fino al crollo dell'Unione Sovietica nel 1991.